# Зарічний (Первомайський район)
Зарі́чний (рос. Заречный) — селище у складі Первомайського району Томської області, Росія. Входить до складу Сергієвського сільського поселення.

## Населення
Населення — 4 особи (2010; 26 у 2002).
Національний склад (станом на 2002 рік):
- росіяни — 96 %